# Teatro Décio de Almeida Prado
Teatro Décio de Almeida Prado é um teatro localizado na cidade de São Paulo.

## Crítica
Em 28 de setembro de 2014, foi publicado na Folha de S.Paulo o resultado da avaliação feita pela equipe do jornal ao visitar os sessenta maiores teatros da cidade de São Paulo. O local foi premiado com três estrelas, uma nota "regular", com o consenso: "O teatro da prefeitura, escondido em uma rua, no bairro do Itaim Bibi, entre a Tabapuã e a Horácio Lafer, na Rua Lopes Neto, 206. é uma agradável surpresa. O auditório pequeno é um convite a espetáculos intimistas. As poltronas são confortáveis, mas algumas estavam quebradas no dia da visita. Os lugares para cadeirantes não são bem localizados, e também não há bonbonnière no local. A Secretaria de Cultura disse que as cadeiras já foram reparadas."